# Оливия
Оливия Тереза Лонгот (Olivia Theresa Longott) е американска певица, известна като Olivia.

## Биография
Родена е на 15 февруари 1981 г. в Бруклин, Ню Йорк, САЩ.
Първият ѝ албум е с J Records. Албумът, чието име е Olivia, излиза през 2001 г. През 2004 г. се присъединява към G-Unit Records и е първата жена, включена в този лейбъл. Нейната първа песен с тях е дуетът с 50 Cent – Candy Shop. Записва и песен с Шаги –  Wild 2Nite. През пролетта на 2007 г. напуска G-unit. През 2008 година има няколко интервюта и концерти в Япония и Ню Йорк.